# 女刑事・左近山響子
『女刑事・左近山響子』（おんなけいじ・さこんやまきょうこ）は、2011年5月7日にテレビ朝日系列の『土曜ワイド劇場』枠で放送された作品である。
サブタイトルは「90便緊急待避せよ・復讐殺人フライト!!ハイジャック未遂に罠が!?隣席は連続殺人犯!?立ち聞きされた密会」
原作は夏樹静子の小説集『密室航路』所収の「90便緊急待避せよ」。それまでもオスカープロモーションはドラマ制作においては企画開発・提出まで関与していたが、本作では自身で完パケまでのプロダクションを担当している。

## あらすじ
私用旅行で飛行機に乗っていた女刑事が、爆破予告の脅迫状による緊急着陸に巻き込まれる。飛行機に爆弾は見つからず、脅迫の捜査が進む中、当時の乗客の一人が東京で殺害される。さらに、当時の乗客には過去の事件のつながりがあった…。

## キャスト
太平洋航空・90便（北九州空港発羽田空港行）の関係者
左近山 響子（警視庁捜査1課第7係刑事） - 菊川怜
極度の心配性で高所恐怖症。故に飛行機嫌い。亡き父も警視庁の刑事であった。父親譲りで一度気になることがあったらとことん粘る。
郷田 直一（警備員・元刑事） - 大地康雄
響子が新人時代に世田谷中央署で世話になった先輩。一人娘の和美がひき逃げで死亡したのをきっかけに警察を辞め妻と離婚し、犯人探しの時間の融通の利く警備員に転職する。
岸 弘行（北小倉建設東京支社長） - 近童弐吉
東京支社のトイレで殺害される。
小笠原 幸人（国土建設大臣） - 目黒祐樹
「寝技師」「豪腕」など、スキャンダルの噂がよく出る。
望月 雄二（小笠原の秘書） - 宮川一朗太
小笠原のSP - 片岡優二
佐川 敏勝（フリーライター） - 大石継太
岸と小笠原の贈収賄スキャンダルを追っていた。後に何者かに殺害される。
加藤 理砂 - 中村美貴
6年前の太平洋航空の事故の遺族の娘。
機長 - 上杉陽一
キャビンアテンダント - 主浜はるみ

その他の人々
平賀 陽平（警視庁捜査1課第7係刑事） - 古谷一行
響子の亡き父の部下。
鍵山 裕和（警視庁捜査1課課長） - 田村亮
響子の亡き父の部下。
浜岡 史郎（警視庁捜査1課第7係刑事） - 比留間由哲
谷藤 聡（警視庁捜査1課第7係刑事） - 矢沢幸治
毛利 秋子（警視庁捜査1課第7係刑事） - 小川奈那
来宮 治子 - 田島令子
郷田の元妻。
郷田 和美（直一の娘） - 山口あゆみ
小倉で大学生をしていた3年前、警視庁採用合格を目前にひき逃げされ死亡。しかし、そのひき逃げには裏があった…
新川 伸夫（和美のひき逃げ事件の実行犯） - 山上賢治
北小倉建設の下請け会社を経営していたが倒産し、金のため岸からの依頼を受け、車で和美をひき殺す。その後逃亡しホームレスとして潜伏生活をしていた。
佐川が書いていた週刊誌のデスク - 堀勉
三井 良美（和美の友人） - 竹中里美
小倉署の刑事 - 越村公一
その他 - 飛坂光輝、並木幹雄、荒木義彰、市川訓睦、石田佳央、佐藤奏、霞二郎、小山待子、田中大輔、六車香平、鈴木雅也、松林栄一

## スタッフ
- 原作 - 夏樹静子「90便緊急待避せよ」
- 脚本 - 小木曽豊斗
- 演出 - 村田忍
- 技術協力 - フォーチュン
- 美術協力 - テレビ朝日クリエイト
- 編集・MA - ブル
- スタント - 大野剣友会
- ロケ協力 - なごや・ロケーション・ナビ、中部国際空港
- 企画協力 - 古賀誠一
- プロデュース - 島川博篤(テレ朝)、山田大作(オスカープロ)、森下和清(テレパック)
- プロダクション協力 - テレパック
- 製作 - テレビ朝日、オスカープロモーション